# Stazione di Tarvisio Città
La stazione di Tarvisio Città fu una fermata ferroviaria della linea Pontebbana, a servizio di Tarvisio.

## Storia
La fermata fu attivata con l'apertura del tratto proveniente da Pontebba della linea proveniente da Udine.
Ai tempi sotto l'Impero austro-ungarico, l'impianto ebbe la denominazione in lingua tedesca di Stadt Tarvis. Dopo il passaggio di Tarvisio al Regno d'Italia, la fermata fu ribattezzata Tarvisio Città.
Chiuse al servizio pubblico il 26 novembre del 2000 con l'apertura del nuovo tracciato della Pontebbana che comportò la soppressione anche di Tarvisio Centrale.
Nel 2009, il sedime della vecchia linea fu riconvertito a pista ciclabile e il fabbricato viaggiatori fu reimpiegato per il servizio automobilistico diretto alla stazione di Carnia e a Udine, nonché come capolinea delle linee urbane di Tarvisio.
Il 13 dicembre 2016 fu aperta la nuova autostazione di Tarvisio in via Vittorio Veneto e la vecchia fermata perse anche quest'ultima funzione.

## Strutture e impianti
Il piazzale contava il binario ferroviario di corsa. La fermata era dotata anche di fabbricato viaggiatori, che riporta l'indicazione originaria delle Ferrovie dello Stato di Tarvisio Città, e di ritirate.